# 최재웅
최재웅(1979년 6월 28일 ~ )은 대한민국의 배우이다.

## 학력
- 계원예술고등학교 연극영화과
- 한국예술종합학교 연극원 연기과 예술사

## 출연작

### 뮤지컬
| 작품명               | 역할                    | 공연                      | 공연                                 |
| 작품명               | 역할                    | 기간                      | 극장                                 |
| -------------------- | ----------------------- | ------------------------- | ------------------------------------ |
| 용의자 X의 헌신      | 이시가미 역             | 2018.05.15. ~ 2018.08.12. | DCF 대명문화공장 1관 비발디파크홀    |
| 사의 찬미            | 사내 역                 | 2017.07.29. ~ 2017.10.29. | DCF 대명문화공장 1관 비발디파크홀    |
| 쓰릴미               | 나 역                   | 2017.02.14. ~ 2017.05.28. | 백암아트홀                           |
| 도리안 그레이        | 배질 홀워드 역          | 2016.09.03. ~ 2016.10.29. | 성남아트센터 오페라하우스            |
| 마마 돈 크라이       | 프로페서 V 역           | 2016.4.29. ~ 2016.6.19.   | 대학로 유니플렉스2관                 |
| 오케피               | 트럼펫 연주자 역        | 2015.12.18. ~ 2016.02.28. | LG아트센터                           |
| 형제는 용감했다      | 이석봉 역               | 2015.12.24. ~ 2015.12.26. | 김해문화의전당, 김해                 |
| 형제는 용감했다      | 이석봉 역               | 2015.12.12. ~ 2015.12.13. | 우송예술회관, 대전                   |
| 형제는 용감했다      | 이석봉 역               | 2015.11.21. ~ 2015.11.21. | 성주문화예술회관, 성주               |
| 형제는 용감했다      | 이석봉 역               | 2015.11.14. ~ 2015.11.14. | 익산예술의 전당 대공연장, 익산       |
| 형제는 용감했다      | 이석봉 역               | 2015.08.23. ~ 2015.11.08. | 홍익대 대학로 아트센터               |
| 머더 발라드          | 탐 역                   | 2015.08.11 ~ 2015.08.30.  | 현대카드 UNDERSTAGE                  |
| 사의 찬미            | 사내(한명운) 역         | 2015.06.06. ~ 2015.09.06. | DCF 대명문화공장 1관 비발디파크홀    |
| 그날들               | 차정학 역               | 2015.05.30. ~ 2015.05.31. | 제주아트센터                         |
| 그날들               | 차정학 역               | 2015.04.24. ~ 2015.04.26. | 대전예술의 전당                      |
| 그날들               | 차정학 역               | 2015.04.17. ~ 2015.04.19. | 센텀시티 소향씨어터 롯데카드홀       |
| 그날들               | 차정학 역               | 2015.02.07. ~ 2015.02.08. | 인천종합문화예술회관 대공연장        |
| 52blue               | 고래씨 역               | 2015.02.13. ~ 2015.02.16. | 프로젝트박스 시야                    |
| 그날들               | 차정학 역               | 2014.10.21. ~ 2015.01.18. | 대학로 뮤지컬센터 대극장             |
| 천 강에 비친 달      | 세종대왕 역             | 2014.10.07. ~ 2014.10.07. | 세종문화회관 대극장                  |
| 헤드윅               | 헤드윅 역               | 2014.05.13. ~ 2014.10.19. | 백암아트홀                           |
| 머더 발라드          | 탐 역                   | 2014.05.03. ~ 2014.06.29. | DCF 대명문화공장 1관 비발디파크홀    |
| Trace U              | 이우빈 역               | 2014.03.04. ~ 2014.06.29. | 유니플렉스 2관                       |
| 머더 발라드          | 탐 역                   | 2013.11.05. ~ 2014.01.26. | 롯데카드 아트센터                    |
| 그날들               | 강무영 역               | 2013.09.14. ~ 2013.09.15. | 제주아트센터                         |
| 그날들               | 강무영 역               | 2013.08.23. ~ 2013.08.25. | 안산문화예술의 전당 해돋이극장       |
| 그날들               | 강무영 역               | 2013.08.15. ~ 2013.08.18. | 센텀시티 소향씨어터 롯데카드홀       |
| 그날들               | 강무영 역               | 2013.08.02. ~ 2013.08.04. | 경기도문화의 전당 대극장, 수원       |
| 그날들               | 강무영 역               | 2013.07.19. ~ 2013.07.21. | 계명아트센터, 대구                   |
| 그날들               | 강무영 역               | 2013.07.05. ~ 2013.07.07. | 대전예술의 전당 아트홀               |
| 그날들               | 강무영 역               | 2013.04.04. ~ 2013.06.30. | 대학로 뮤지컬센터 대극장             |
| 살짜기 옵서예        | 배비장 역               | 2013.02.16. ~ 2013.03.31. | 예술의 전당 CJ 토월극장              |
| Trace U              | 이우빈 역               | 2013.02.05. ~ 2013.04.28. | 아트원씨어터 1관                     |
| Trace U              | 이우빈 역               | 2012.11.03. ~ 2012.11.25. | 쁘띠첼 씨어터                        |
| 광화문 연가          | 현재 상훈 역            | 2012.05.13. ~ 2012.06.03. | 충무아트홀 대극장                    |
| 광화문 연가          | 현재 상훈 역            | 2012.04.26. ~ 2012.04.29. | 대전예술의 전당 아트홀               |
| 광화문 연가          | 현재 상훈 역            | 2012.02.07. ~ 2012.03.11. | LG아트센터                           |
| 조로                 | 라몬 역                 | 2011.11.04. ~ 2012.01.15. | 블루스퀘어 삼성전자홀                |
| 헤드윅               | 헤드윅 역               | 2011.09.02. ~ 2011.09.04. | 금정문화회관 대공연장, 부산          |
| 헤드윅               | 헤드윅 역               | 2011.08.27. ~ 2011.08.27. | 경기도문화의 전당 대극장, 수원       |
| 헤드윅               | 헤드윅 역               | 2011.05.14. ~ 2011.08.21. | KT&G 상상아트홀                      |
| 엣지스               |                         | 2010.11.23. ~ 2011.01.16. | 대학로 굿씨어터                      |
| 트라이앵글           |                         | 2010.07.27. ~ 2010.09.26. | 대학로 티오엠 2관                    |
| 쓰릴미               | 나 역                   | 2010.05.12. ~ 2010.11.14. | 더 스테이지                          |
| 헤드윅               | 헤드윅 역               | 2010.03.20. ~ 2010.03.21. | 인천종합문화예술회관 대공연장        |
| 헤드윅               | 헤드윅 역               | 2010.03.05. ~ 2010.03.07. | MBC 롯데아트홀                       |
| 헤드윅               | 헤드윅 역               | 2010.02.26. ~ 2010.02.27. | 수성아트피아 용지홀, 대구            |
| 로맨스 로맨스        |                         | 2010.02.09. ~ 2010.03.28. | 대학로 티오엠 1관                    |
| 헤드윅               | 헤드윅 역               | 2010.01.23. ~ 2010.01.24. | 광주 5.18 문화센터 민주홀            |
| 헤드윅               | 헤드윅 역               | 2009.11.14. ~ 2010.02.28. | KT&G 상상아트홀                      |
| 어쌔신               | 오스왈드 & 발라디어 역  | 2009.09.26. ~ 2009.11.08. | 더 스테이지                          |
| 날 보러와요          | 조형사 역               | 2009.07.25. ~ 2009.09.20. | 더 스테이지                          |
| 주유소 습격사건      | 노마크 역               | 2009.03.12. ~ 2009.05.17. | 백암아트홀                           |
| 후 Who?              | 강재우 역               | 2008.01.15. ~ 2008.03.31. | 대학로 티오엠 2관                    |
| 샤인                 | M 역                    | 2007.11.02. ~ 2007.12.30. | 동양예술극장 2관                     |
| 쓰릴미               | 네이슨 역               | 2007.05.22. ~ 2007.07.22. | 예술마당 1관                         |
| 쓰릴미               | 네이슨 역               | 2007.03.17. ~ 2007.05.13. | 충무아트홀 중극장 블랙               |
| 판타스틱스           | 엘가로 역               | 2006.11.21. ~ 2007.01.21. | 동숭아트센터 대극장                  |
| 네버 엔딩 스토리     | 인범 역                 | 2006년                    |                                      |
| 매직 카펫 라이드     | 미루 역                 | 2005.12.09. ~ 2006.01.15. | 성균관대학교 600주년 기념관 새천년홀 |
| 그리스               | 두디 역                 | 2005.08.19. ~ 2005.09.30. | 동숭아트센터 동숭홀                  |
| Assassins - 암살자들 | 오스왈드 & 발라디어 역  | 2005.07.09. ~ 2005.07.30. | 예술의 전당 CJ 토월극장              |
| 판타스틱스           | 마트 역                 | 2004.12.08. ~ 2005.01.02. | 대학로 씨어터 일                     |
| 청년 장준하          | 윤경빈 역               | 2004.08.18. ~ 2004.08.21. | 세종문화회관 대극장                  |
| 판타스틱스           | 매트 역                 | 2004.04.16. ~ 2004.05.30. | 동숭아트센터 소극장                  |
| 지하철 1호선         | 안경, 남대생, 단속반 등 | 2003년                    |                                      |

### 연극
- 《3일간의 비》 (2017.07.11 ~ 2017.09.10 아트원씨어터 2관) - 워커/네드 역
- 《올모스트 메인》 (2014.01.23 ~ 2014.02.23 예술마당 4관) - Randy, Chad 역
- 《거미여인의 키스》 (2011.02.11 ~ 2011.04.20 아트원씨어터 1관) - 발렌틴 역

### 영화
- 《데드맨》 (2024년) - 황치운 역
- 《성난 변호사》 (2015년) - 김정환 역
- 《페이스 메이커》 (2012년) - 주성호 역
- 《불꽃처럼 나비처럼》 (2009년) - 뇌전 역

### 드라마
- 《순정복서》 (KBS2, 2023년) - 김희원 역
- 《닥터 로이어》 (MBC, 2022년) - 백강호 역
- 《불가살》 (tvN, 2021년 ~ 2022년) - 양세출 역
- 《비밀의 숲 2》 (tvN, 2020년) - 장건 역
- 《더 게임: 0시를 향하여》 (MBC, 2020년) - 한동우 역
- 《열여덟의 순간》 (JTBC, 2019년) - 최명준 역
- 《한여름의 추억》 (JTBC, 2017년) - 최현진 역
- 《아르곤》 (tvN, 2017년) - 한기진 역
- 《비밀의 숲》 (tvN, 2017년) - 장건 역
- 《마을》 (SBS, 2015년) - 아가씨 / 강필성 역
- 《미생》 (tvN, 2014년) - 조대리 역 (특별출연)
- 《리셋》 (OCN, 2014년) - 김동수 역
- 《KBS 드라마 스페셜 - 비의 나라》 (KBS2, 2013년) - 연준 역
- 《왕가네 식구들》 (KBS2, 2013년) - 호남형 역
- 《특수사건 전담반 TEN 2》 (OCN, 2013년) - 신영근 역
- 《대풍수》 (SBS, 2012년) - 목동륜 역

## 수상
- 2010년 제18회 이천춘사대상영화제 신인남우상
- 2009년 제29회 한국영화평론가협회상 신인남우상